# Caravaggio
Michelangelo Merisi da Caravaggio, poznatiji samo i kao Caravaggio (Milano, 28. rujna 1571. – Porto Ercole, 18. srpnja 1610.) bio je talijanski slikar koji je radio u Rimu, Napulju, na Malti i na Siciliji između 1593. i 1610. godine. Bio je začetnik baroknog slikarstva i prvi pravi slikar ovog pravca.
Još za njegova života smatrali su ga tajanstvenom, začuđujućom, buntovnom i opasnom osobom. Na umjetničku scenu Rima stupio je 1600. godine i otada je uvijek imao naručitelja i zaštitnika te dobro prodavao svoja djela, ali se i ponašao kao razmažena zvijezda. Podaci iz 1604. godine govore kakvog je bio karaktera: „Nakon dvotjednog rada on bi se vucarao mjesec dana od bala do bala s mačem za pasom i slugom uz sebe, uvijek spreman za svađu ili tuču i veoma je teško bilo biti s njime u društvu”. Godine 1606. ubio je mladića u dvoboju i pobjegao iz Rima s ucjenjenom glavom. Na Malti je 1608. godine ponovno sudjelovao u još jednoj kavgi, te 1609. u Napulju; vjerojatno namjerno isprovociran kako bi mu se neprijatelji osvetili. Već sljedeće godine preminuo je, nakon samo desetogodišnje karijere.
Koncem 16-tog i početkom 17-tog stoljeća u gradu Rimu nastajale su velike nove crkve i palače, te se javila potreba za velikim slikama kako bi se one ispunile. Crkvena protureformacija je vapila za autentičnom religijskom umjetnošću kao otporom Protestantizmu, za što se se umjetne odrednice aktualnog pravca manirizma pokazale neodgovarajuće. Caravaggiova novina bio je radikalan naturalizam koji je kombinirao s pažljivim psihološkim zapažanjima i dramatičnim, skoro teatralnim pristupom kjaroskurom – uporabom svjetla i sjene.
Za života izrazito slavan i utjecajan, Caravaggio je skoro bio potpuno zaboravljen stoljećima nakon smrti. Tek je u 20-tom stoljeću prepoznat njegov utjecaj na razvoj zapadne umjetnosti. O njegovom utjecaju na barok, tajnik Paula Valérya, Andre Berne-Joffroy, je rekao: „Ono što započinje s Caravaggiovim djelima je jednostavno – moderno slikarstvo”.

## Životopis

### Rane godine (1571. – 1592.)
Caravaggio je rođen u selu Caravaggio pored Milana, gdje je njegov otac, Fermo Merisi, bio upravitelj doma te arhitekt-dekorator vojvodstva Caravaggio. Njegova majka, Lucia Aratori, došla je iz ugledne obitelji iz iste pokrajine. Obitelj se 1576. godine preselila iz Milana natrag u Caravaggio u bijegu od kuge. Caravaggiov otac je preminuo tamo 1577. godine, ali maleni Caravaggio je odrastao pod zaštitom njegovih prijatelja, obitelji Sforza i Colonna. Godine 1584. pristupio je naukovanju kod lombardijskog umjetnika Simonea Peterzana, Tizianovog učenika. Caravaggio je posjetio Veneciju i upoznao se s djelima Tiziana i Giorgionea, za koga je kasnije optužen da ga kopira. Također je poznavao slike iz Milana, kao što je Leonardova Posljednja večera, ili lokalni lombardijski stil koji je bio karakterističan „jednostavnošću i pažnjom prema naturalističkim detaljima”, i bio je bliži njemačkom naturalizmu nego stiliziranom formalizmu i ukrašavanju rimskog manirizma.

### Rim (1592. – 1600.)
Sredinom 1592. godine Caravaggio je bez novaca stigao u Rim, te je bio primoran nekoliko mjeseci raditi za tada uspješnog slikara Giuseppea Cesarija, najdražeg slikara pape Klementa VIII., slikajući voće i cvijeće u njegovom studiju koji je bio nalik tvorničkom pogonu. Njegova djela pod nazivom "Dječak s korpom" ili "Dječak koji guli voćku", te njegov autoportret "Bolesni mladi Bakus", potječu iz tog vremena. Sva tri djela odišu fizičkim realizmom po kojemu je Caravaggio postao poznat.
Caravaggio se odlučio osamostaliti i napustio je Cesarija u siječnju 1594. godine. U tomu mu je pomoglo njegovo prijateljstvo sa slikarom Prosperom Orsijem koji ga upoznaje s kolekcionarima, arhitektom Onorio Longhijem koji ga upoznaje s uličnim životom, i šesnaestogodišnjim Sicilijancem Mariem Minnitijem koji mu je dugo bio modelom, a kasnije posrednikom na Siciliji. Proročica, njegova prva grupna kompozicija, prikazuje kako ciganka vara Maria. Tema potpuno nova u Rimu pokazala se kao izrazito utjecajna u kasnijoj umjetnosti, ali je tada Caravaggio bio primoran prodati u bescijenje. Njegova slika Kartaši, prva prava psihološka studija i rano remek-djelo, je privukla kardinala Del Monte, vodećeg otkupitelja u Rimu tog vremena. Za njega i njegov krug Caravaggio je naslikao nekoliko slika na kojima su Minniti i drugi dječaci. Vjerojatnoća homoseksualne erotike na ovim slikama je dugo bila temom znanstvenika i biografa u 20-tom stoljeću.
Caravaggio se vratio realizmu u svojim prvim religijskim slikama iznimne duhovnosti. Prva takva bila je Magdalena pokajnica koja je prikazivala Mariju Magdalenu u trenutku kada se odrekla promiskuitetnog života, te plače s biserima razasutim na podu. Uslijedile su brojne slične slike kojima je učvrstio svoju slavu i kod naručitelja, ali i kolega slikara

### 'Najslavniji slikar u Rimu' (1600. – 1606.)
Godine 1599. kardinal Del Monte je utjecao na odluku da se Caravaggio-u dodijeli ukrašavanje kapela Contarelli u crkvi svetog Ljudevita francuskog. Dva velika njegova djela, Mučenje sv. Mateja i Pozivanje Svetog Mateja, isporučena 1600., bila su trenutna senzacija. Caravaggiov tenebrizam (pojačani kjaroskuro) postiže snažnu dramu njegovih likova, dok je njegov precizni realizam doveo do novog nivoa emocionalne napetosti. Opet, mišljenja njegovih nadređenih su bila podijeljena: jedni su mu spočitavali slikanje po modelima bez prethodnih crteža, ali drugi su ga nazivali spasiteljem umjetnosti.
Caravaggio je nastavio slikati prema prestižnim narudžbama vjerske slike prepune nasilja, grotesknih obezglavljenja, mučenja i smrti. Svakom novom slikom uvećavao je svoju slavu, ali nekoliko slika su naručitelji odbili primiti bez velikih prepravki, a neke su morale naći i druge kupce. Glavni problem je bio u tomu što je Caravaggiov dramatični realizam smatran neumjesnim i vulgarnim. Njegova prva verzije slike Sveti Matej s anđelom, koja je prikazivala je sveca kao ćelavog seljaka prljavih nogu osvjetljenog svijećom kojega posjećuje isuviše prepoznatljiv dječak-anđeo, odbijena je i morao je naslikati Inspiraciju sv Mateja. 
Na isti način, Preobraćenje Svetog Pavla je odbijena i slikar je morao naslikati drugu slične tematike: Preobraćenje sv. Pavla na putu u Damask. Na toj slici svečev konj ispunjava veći dio slike, veći od samoga sveca, te je isprovocirani službenik crkve Santa Maria del Popolo upitao: „Zašto ste stavili konja u sredinu, a Svetog Pavla na tlu?” “Eto, zato!” “Je li konj Bog?” “Ne, ali stoji u božjem svjetlu!”
Uslijedile su slike Polaganje Krista u grob i nekoliko verzija Bogorodica. Njegova slika „Gospa s Djetetom i sv Anom“ poznata i „Gospa dei palafrenieri“ ostala je na svom mjestu u malenom oltaru Bazilike sv. Petra u Rimu samo dva dana prije no što je bila skinuta. Tajnik kardinala je napisao: „Na ovoj slici nema ništa osim vulgarnosti, svetogrđa i odbojnosti … Reklo bi se kako ju je naslikao izvrstan slikar, ali tamnog duha, i dugo odsutan od Boga, od njegova obožavanja i od dobrih misli uopće …“ 
Slika Smrt Bogorodice iz 1601., naslikana za karmelićanski samostan, odbijena je jer je Caravaggio koristio poznatu prostitutku kao model za Gospu. Drugi kažu da je odbijena jer je naslikao Gospu trudnu i ogoljene noge, a treći opet da je bilo teološko pitanje jer je doktrina tog vremena prihvaćala doktrinu da je Gospa uzašla na Nebesa s korom anđela, a ne preminula kao obična osoba. Samo što je skinuta iz crkve, ovu sliku je Rubens kupio za vojvodu od Mantove, a kasnije Karlo I., kralj Engleske, prije no što je postala dijelom francuske Kraljevske kolekcije 1671.

### Progon i smrt (1606. – 1610.)
Caravaggio je vodio buran život, zloglasan po svađama, te o njima postoje brojni policijski izvještaji i sudske zabilješke. 29. svibnja 1606. godine ubio je mladića Ranuccia Tomassonija.
Prije toga uvijek je u zakonu imao zaštitu i podršku svojih patrona, ali ovaj put mu ni oni nisu mogli pomoći. Bjegunac od zakona, Caravaggio je pobjegao u Napulj. Tamo je, izvan rimske jurisdikcije, i pod zaštitom obitelji Colonna, najpoznatiji slikar Rima postao i najpoznatijim slikarom Napulja. Zahvaljujući vezama s obitelji Colonna, uspio je dobiti brojne narudžbe za crkve, uljučujući: Gospa od Ružarija, koju je naslikao po narudžbi dubrovčanina Nikole Radulovića. i Sedam milostivih djela.
Usprkos uspjehu u Napulju, Caravaggio se uputio na Maltu, sjedište malteških vitezova, vjerojatno u nadi da će mu Veliki viteški vojvoda Alof de Wignacourt uspjeti osigurati oprost kod pape za ubojstvo Tomassonija. De Wignacourt je bio toliko zadovoljan Caravaggiovim umijećem da je slavni slikar postao službeni slikar malteškog reda te ga je i samog proglasio jednim od malteških vitezova. Na Malti je Caravaggio naslikao veliku sliku Pogubljenje svetog Ivana Krstitelja (jedina njegova potpisana slika), Portret Alofa de Wignacourta i njegova paža, kao i portrete vodećih malteških vitezova. Koncem kolovoza 1608. godine Caravaggio je iznenada došao u nemilost malteških vitezova te je na Malti uhićen i zatvoren. Saznanja o tome događaju govore o još jednoj kavgi u kojoj su vrata kuće srušena, a jedan vitez ozbiljno ranjen. U prosincu je već bio izbačen iz reda kao "budala i truli član" – uobičajen izraz za nepodobne članove.
Prije izgona Caravaggio je pobjegao na Siciliju u pratnji starog prijatelja Maria Minnitija, koji je tada bio oženjen i živio je u Sirakuzi. Na svojoj turneji od Sirakuze, preko Messine do glavnog grada Palerma, Caravaggio je nastavio slikati prestižne narudžbe. Na slikama kao što su Pogreb svete Lucije, Lazarovo Uskrnuće i  Poklonstvo pastira, njegov stil je evoluirao te je sada prikazivao frizove likova nasuprot velikih praznih i tamnih pozadina. "Njegove siclijanske oltarne slike ističu se sjenovitim i jadnim figurama u velikoj praznoj tami; nagovještavaju očajne ljdske strahove i u isto vrijeme sadrže jednu novu nježnost, ljepotu skrušenosti i pokornih, koji će neslijediti zemlju." Bilješke iz tog doba govore da je bio iznimno bizarnog ponašanja, da je spavao naoružan i u odjeći, te da je znao pokidati sliku kao odgovor na najmanju kritiku, uvijek se rugajući lokalnim slikarima.
Nakon samo devet mjeseci na Siciliji Caravaggio se vratio u Napulj. Navodno progonjen od neidentificiranih neprijatelja, osjećao se sigurniji pod zaštitom obitelji Colonna, do trenutka kada se odlučio uputiti novom papi Pavlu V. u Rim po oprost. U Napulju je na njega pokušan atentat u kojemu mu je ozbiljno ozlijeđeno lice. Na sljedećoj slici: Saloma s glavom Ivana Krstitelja naslikao je svoju glavu na pladnju, a sliku poslao Wignacourtu kao zalog za oprost. Vjerojatno je u ovo vrijeme naslikao i Davida s Golijatovom glavom na kojoj mladoliki David prepun tuge gleda odsječenu divovu glavu koja je još jedan Caravaggiov autoportret.
Snažnim kjaroskurom žena upire dva prsta u Petra dok vojnik upire treći. Caravaggio na ovaj način priča priču o Petrovoj izdaji na jedan simboličan način.
U ljeto 1610. godine uputio se brodom prema Rimu po oprost od pape koji mu je bio obećan zahvaljujući brojnim rimskim prijateljima. Sa sobom je ponio svoje posljednje tri slike kao poklon kardinalu Scipioniju: Zataja Petrova, posljednji Ivan Krstitelj i zadnja slika koju je naslikao Mučeništvo svete Uršule.
Ono što je uslijedilo je i dan danas temom mnogih rasprava i podijeljenih mišljenja. Činjenica je da je 28. srpnja anonimni avviso (privatni poštonoša) iz Rima dojavio vojvodskom dvoru u Urbinu da je Caravaggio mrtav. Tri dana kasnije, drugi je javio da je preminuo od groznice i da tijelo nije pronađeno. Nikada i nije. To su najraniji zapisi o njegovoj smrti. Njegov prijatelj pjesnik je kasnije izjavio da je Caravaggio preminuo 18. srpnja, što je potvrđeno skorijim istraživanjem, te je i pronađena smrtovnica koja navodi da je umjetnik preminuo od groznice u Porto Ercole, u blizini Grosseta u Toskani.

## Poveznice
- Kronologija Caravaggiovih djela
- Caravaggisti